# Marie-Adélaide de Luxemburgo
Maria Adelaide de Luxemburgo (Marie-Adélaïde Louise Thérèse Wilhelmine; Castelo de Berg, 21 de maio de 1924 - 28 de fevereiro de 2007) foi uma princesa luxemburguesa, e a segunda filha de grã-duquesa Carlota de Luxemburgo (1896-1985) e do príncipe Félix de Bourbon-Parma (1893-1970). 

## Casamento
Ela se casou com Karl Henckel de Donnersmarck (7 de novembro de 1928 - 16 de abril de 2008) em 10 de abril de 1958. Eles tiveram  três filhos e uma filha e oito netos:
- Conde Andreas Henckel de Donnersmarck (Luxemburgo, 30 de março de 1959) casou com a Princesa Johanna de Hohenberg em 1995. Eles têm quatro filhos:
  - Laura Henckel de Donnersmarck (Wolfsberg, 21 de janeiro de 1997)
  - Marie Henckel de Donnersmarck (Wolfsberg, 15 de agosto de 1998)
  - Ludwig Henckel de Donnersmarck (Wolfsberg 25 de maio de 2001)
  - Albrecht Henckel de Donnersmarck (Wolfsberg, 27 de março de 2006)
- Conde Félix Henckel de Donnersmarck (2 de março de 1960 - 28 de outubro de 2007) casou-se com Nina Stölzl. Sem Descendência.
- Conde Heinrich Henckel de Donnersmarck (Luxemburgo, 13 de novembro de 1961) casou em 12 de Setembro de 1998 com Anna-Maria Merckens, em Schwertberg. Eles têm um filho:
  - Tassilo Henckel de Donnersmarck (Zurique, 24 de janeiro de 2004)
- Condessa Charlotte Henckel de Donnersmarck (Fischbach, 4 de agosto de 1965) casou com o Conde Christoph Johannes de Meran (nascido em 1963) em 1999. Eles têm três filhos:
  - Johannes Maximilian, Conde de Meran (28 de setembro de 2004)
  - Anna Colienne, Condessa de Meran (28 de junho de 2006)
  - Camilla, Condessa Meran (8 de março de 2008)